# Griglia di cerchi sovrapposti
| griglia quadrata di cerchi contigui | griglia quadrata di cerchi contigui | griglia quadrata di cerchi contigui | griglia quadrata di cerchi contigui | griglia quadrata di cerchi contigui | griglia quadrata di cerchi contigui |
| ----------------------------------- | ----------------------------------- | ----------------------------------- | ----------------------------------- | ----------------------------------- | ----------------------------------- |
| 1+                                  |                                     |                                     |                                     |                                     |                                     |
| 4                                   |                                     |                                     |                                     |                                     |                                     |
| 9                                   |                                     |                                     |                                     |                                     |                                     |
| griglia quadrata di cerchi centrati |                                     |                                     |                                     |                                     |                                     |
| 5                                   |                                     |                                     |                                     |                                     |                                     |
| 13                                  |                                     |                                     |                                     |                                     |                                     |
|                                     |                                     |                                     |                                     |                                     |                                     |
| griglia di cerchi triangolare       |                                     |                                     |                                     |                                     |                                     |
| 1+                                  |                                     |                                     |                                     |                                     |                                     |
| 3                                   |                                     |                                     |                                     |                                     |                                     |
| 4                                   |                                     |                                     |                                     |                                     |                                     |
| 7                                   |                                     |                                     |                                     |                                     |                                     |
| 19                                  |                                     |                                     |                                     |                                     |                                     |
|                                     |                                     |                                     |                                     |                                     |                                     |

Una griglia di cerchi sovrapposti è un motivo geometrico ripetitivo di cerchi sovrapposti aventi raggio uguale nello spazio bidimensionale. Comunemente, i disegni si basano su cerchi centrati su triangoli (con la semplice forma a due cerchi denominata vesica piscis) o con un motivo reticolare quadrato.
Figure composte da sette cerchi sovrapposti compaiono in manufatti storici dal VII secolo a.C. in poi; diventano un ornamento frequentemente usato nel periodo dell'Impero Romano e sopravvivono alle tradizioni artistiche medievali sia nell'arte islamica (decorazioni di girih) che nell'arte gotica. La geometria del fiore della vita viene spesso associata alla stella di David.
Particolarmente interessante è il fiore a sei petali, derivato dal modello dei "sette cerchi sovrapposti", noto anche come "Sole delle Alpi" per il suo uso frequente nell'arte popolare alpina nel XVII e XVIII secolo.

## Griglia triangolare di cerchi sovrapposti
| |
| Questo motivo geometrico, che può essere esteso indefinitamente, viene qui mostrato con anelli esagonali di 1, 7, 19, 37, 61 e 91 cerchi |

La forma reticolare triangolare, con raggi circolari pari alla loro separazione, è chiamata griglia a sette cerchi sovrapposti. Contiene sei cerchi che si intersecano in un punto, con un settimo cerchio centrato su quell'intersezione.
I cerchi sovrapposti con costruzioni geometriche simili sono stati usati in varie arti decorative fin dai tempi antichi. Il modello ha trovato una vasta gamma di usi nella cultura popolare, nella moda, nella gioielleria, nei tatuaggi e nei prodotti decorativi.

### Significato culturale

#### Vicino Oriente
Il più antico manufatto noto di cerchi sovrapposti risale al VII o al VI secolo a.C., trovata sulla soglia del palazzo del re assiro Aššur-bāni-apli a Dur Šarrukin (ora al Louvre).
Tale motivo geometrico diventa più diffuso nei primi secoli dell'era comune. Un primo esempio sono cinque raffigurazioni di 19 cerchi sovrapposti disegnati sulle colonne di granito nel Tempio di Osiride ad Abido, in Egitto, e altri cinque su una colonna di fronte all'edificio. Sono disegnati in ocra rossa e alcuni sono molto rovinati e difficili da distinguere. I motivi sono graffiti e non si trovano in ornamenti tipicamente egiziani. Sono per lo più datati ai primi secoli dell'era cristiana sebbene l'origine medievale o persino moderna (inizio XX secolo) non possa essere esclusa con certezza, poiché i disegni non sono menzionati negli elenchi di graffiti del tempio compilati da Margaret Murray nel 1904.
Motivi simili venivano talvolta usati in Inghilterra come segni apotropaici per impedire alle streghe di entrare negli edifici.
Nell'arte islamica, è una delle numerose composizioni di cerchi utilizzati per costruire griglie per motivi geometrici islamici nonché motivi con stelle a 6 e 12 punte e esagoni nello stile chiamato girih. I modelli risultanti hanno tuttavia la caratteristica di nascondere la griglia di costruzione, dando forma così al classico motivo islamico interlacciato.

#### Europa
Schemi di sette cerchi sovrapposti si trovano a Cipro su una coppa arcaica dell'VIII-VII secolo a.C. e in mosaici romani, come quello nel palazzo di Erode risalente al I secolo a.C.
Lo stesso motivo si trova anche su una delle placche d'argento del tesoro tardo romano di Kaiseraugst (scoperto nel 1961). In seguito è presente come ornamento nell'architettura gotica e ancora più tardi nell'arte popolare europea del primo periodo moderno.
Esempi alto-medievali includono i pavimenti Cosmati nell'Abbazia di Westminster (XIII secolo). Leonardo da Vinci discusse esplicitamente le proporzioni matematiche del progetto.
Il simbolo "Sole delle Alpi" è stato utilizzato come emblema del nazionalismo padano nel nord Italia dal 1990 ed è presente come motivo architettonico in molti edifici di tale territorio.

#### Leonardo da Vinci
Figure geometriche derivanti da griglie di cerchi sovrapposti sono presenti nei disegni di Leonardo da Vinci.

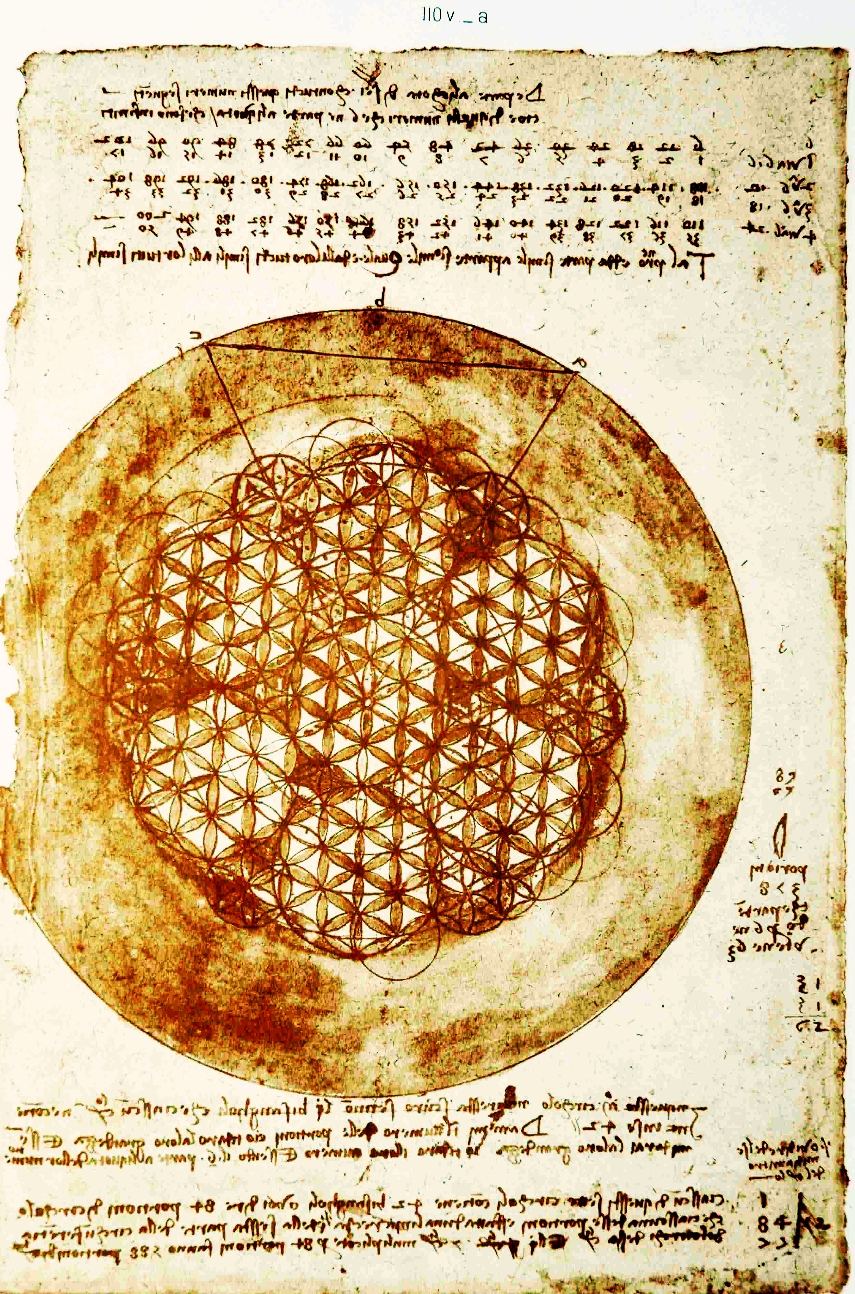
Disegno di Leonardo da Vinci (Codice Atlantico, fol. 307v)
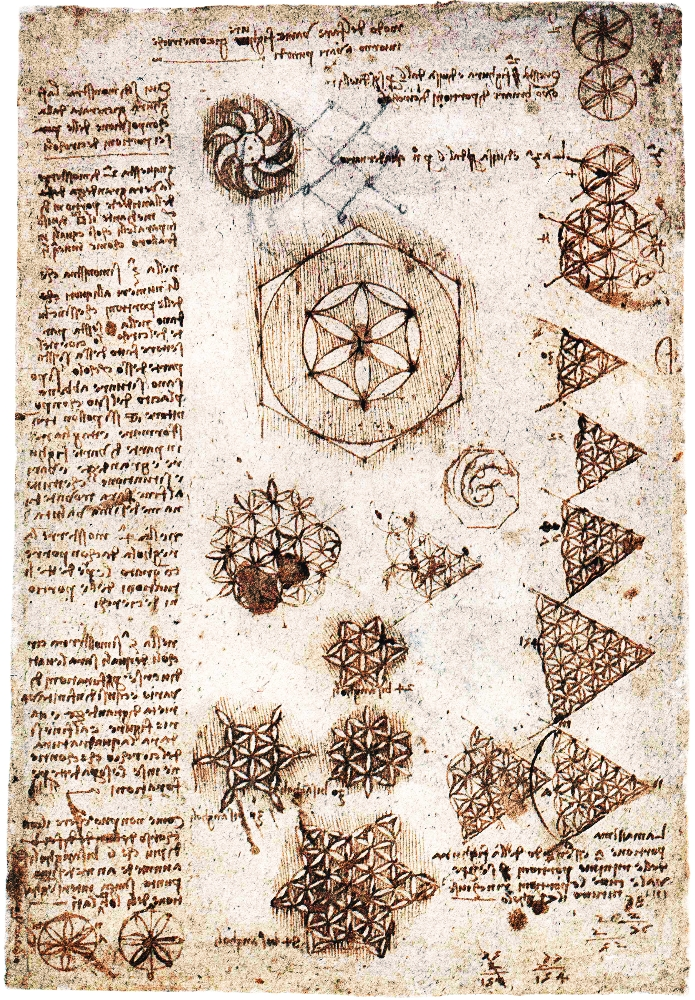
Disegno di Leonardo da Vinci (Codice Atlantico, fol. 459r)

### Galleria d'immagini
Variante esagonale con 1, 7 e 19 cerchi

Negli esempi seguenti il motivo ha un contorno esagonale ed è ulteriormente circoscritto. 

1 cerchio con archi
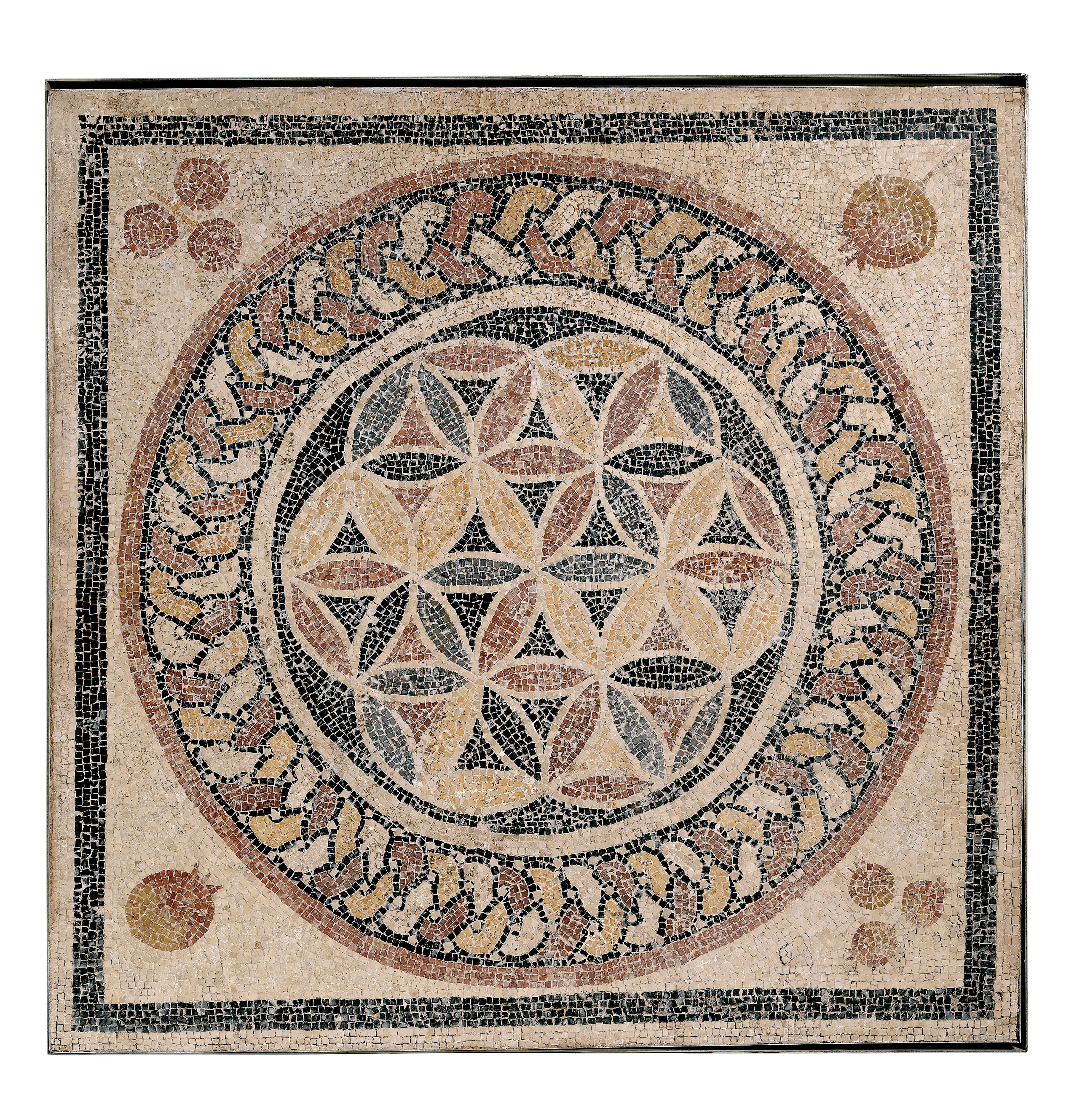
7 cerchi: pavimento a mosaico di uno stabilimento balneare nel palazzo di Erode, I secolo a.C.
Simbolo a 19 cerchi con archi e delimitato da un cerchio più grande
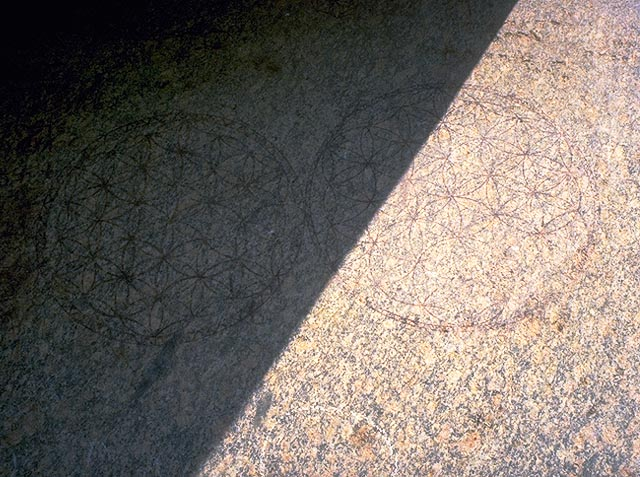
19 cerchi: due simboli disegnati in rosso ocra nel Tempio di Osiride ad Abido, in Egitto
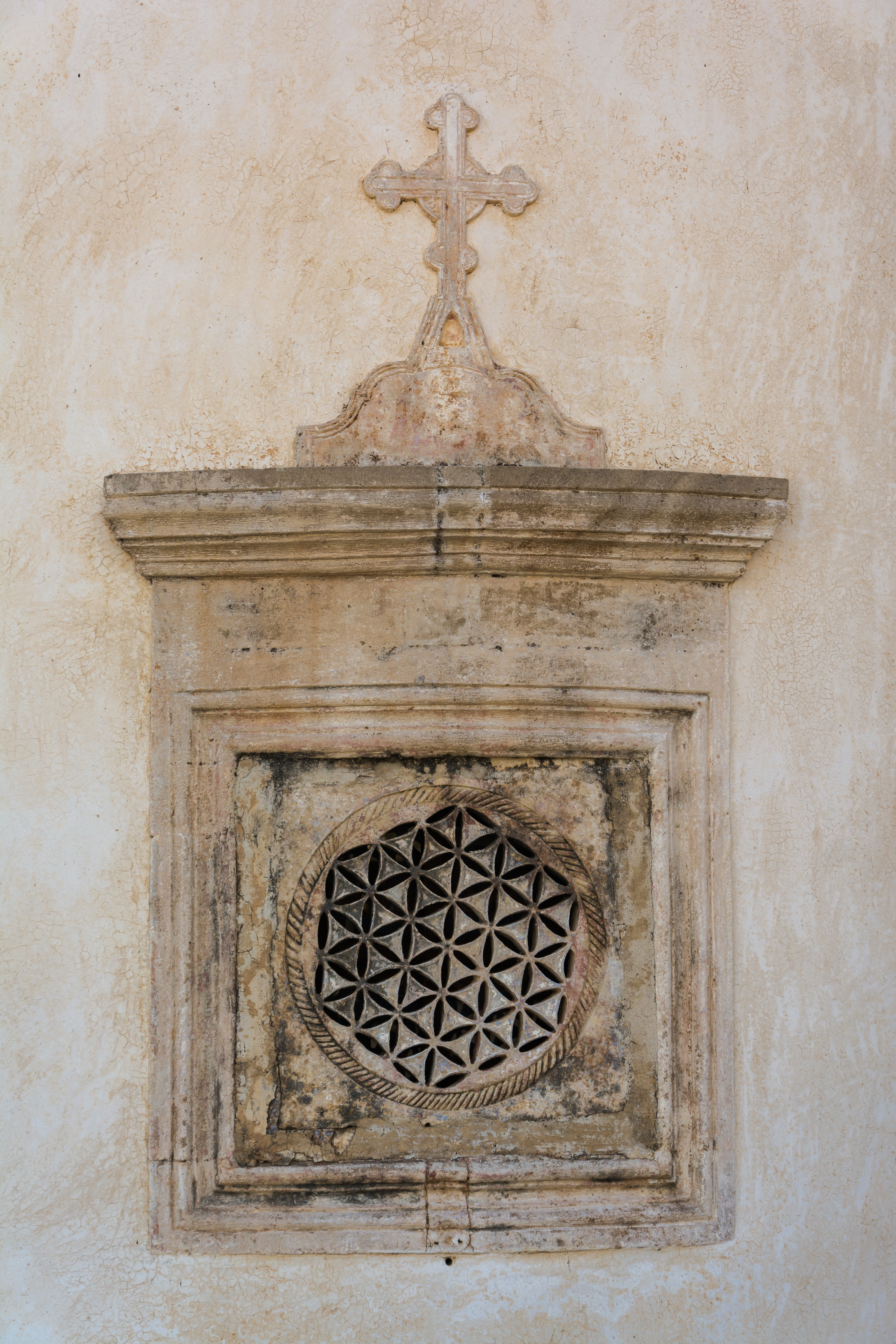
19 cerchi: una finestra nell'abside meridionale della chiesa del monastero di Preveli (Moni Preveli), Creta.
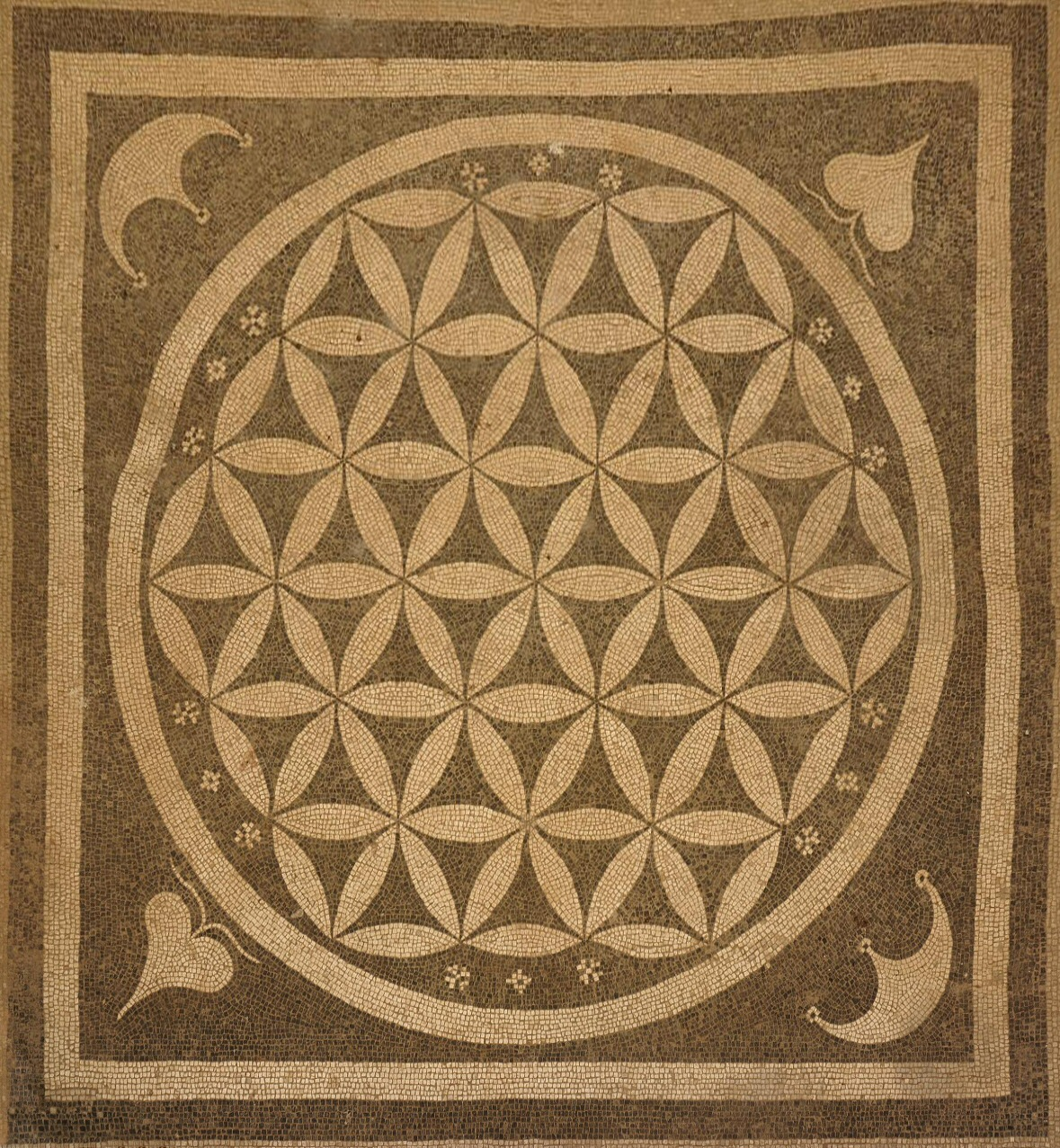
19 cerchi: a Efeso, in Turchia

Motivi simili

Negli esempi seguenti il motivo non ha un contorno esagonale, e si può trovare anche in natura. 

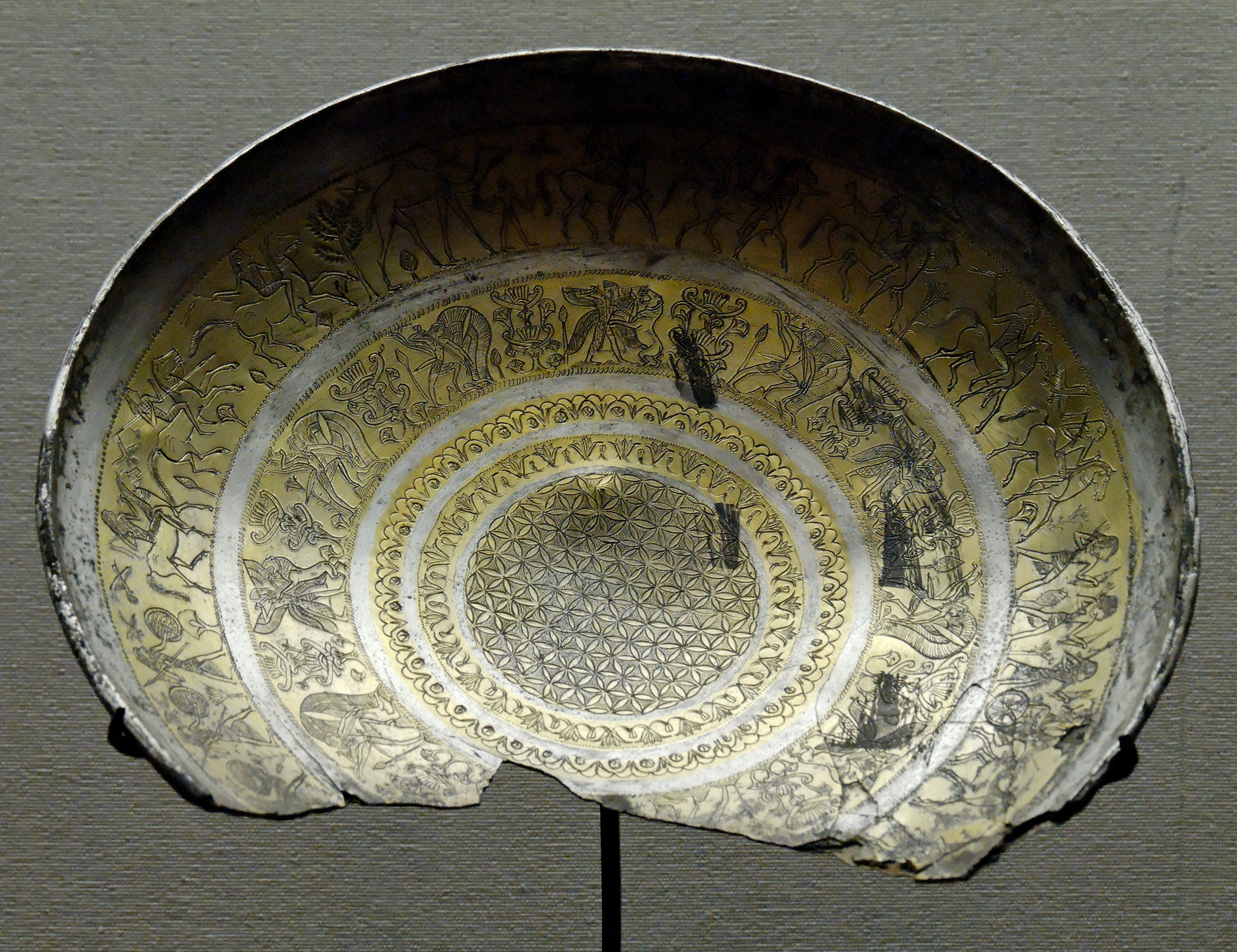
Coppa con scene mitologiche. Cypro-Archaic I (VIII-VII secolo a.C.). Da Idalion, Cipro.
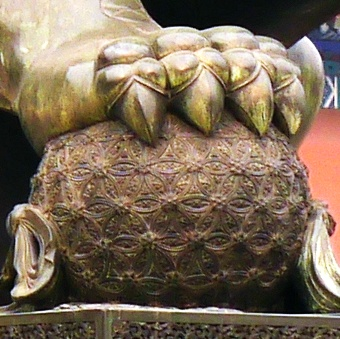
Sfera tenuta dalla zampa di un leone al cancello della Suprema Armonia, Città Proibita, Pechino, Cina, con il motivo geometrico ben visibile sulla superficie della sfera.
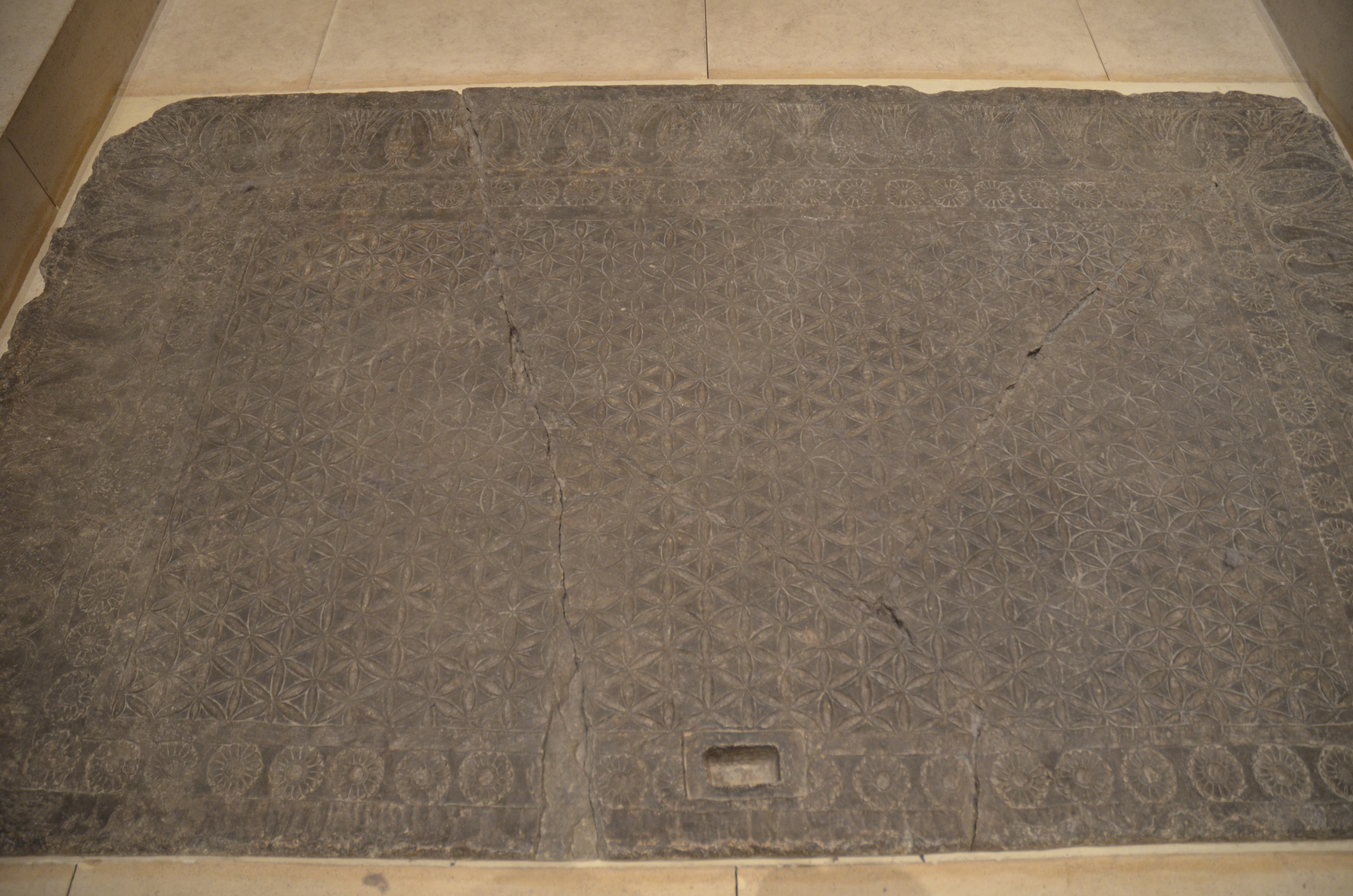
Decorazione del pavimento proveniente dal palazzo del re Ashurbanipal, in Iraq, visibile nel Museo del Louvre, datato 645 a.C.
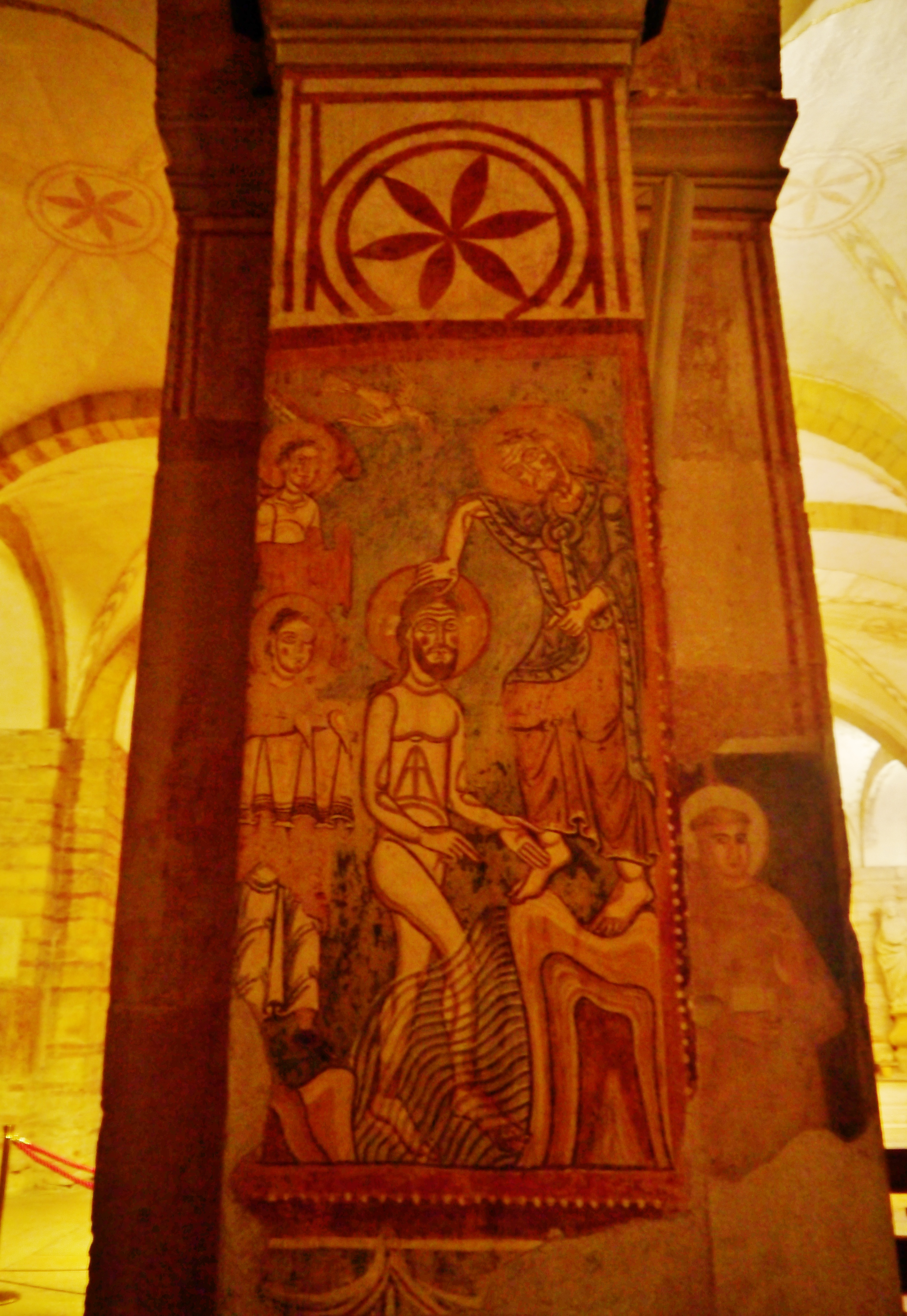
Giglio a sei tepali stilizzato nel fiore della vita, nella chiesa di San Fermo Maggiore a Verona. Simbolo che si ritrova in molti in vari paesi d’Europa, dell’Africa e dell’Asia[27][28].
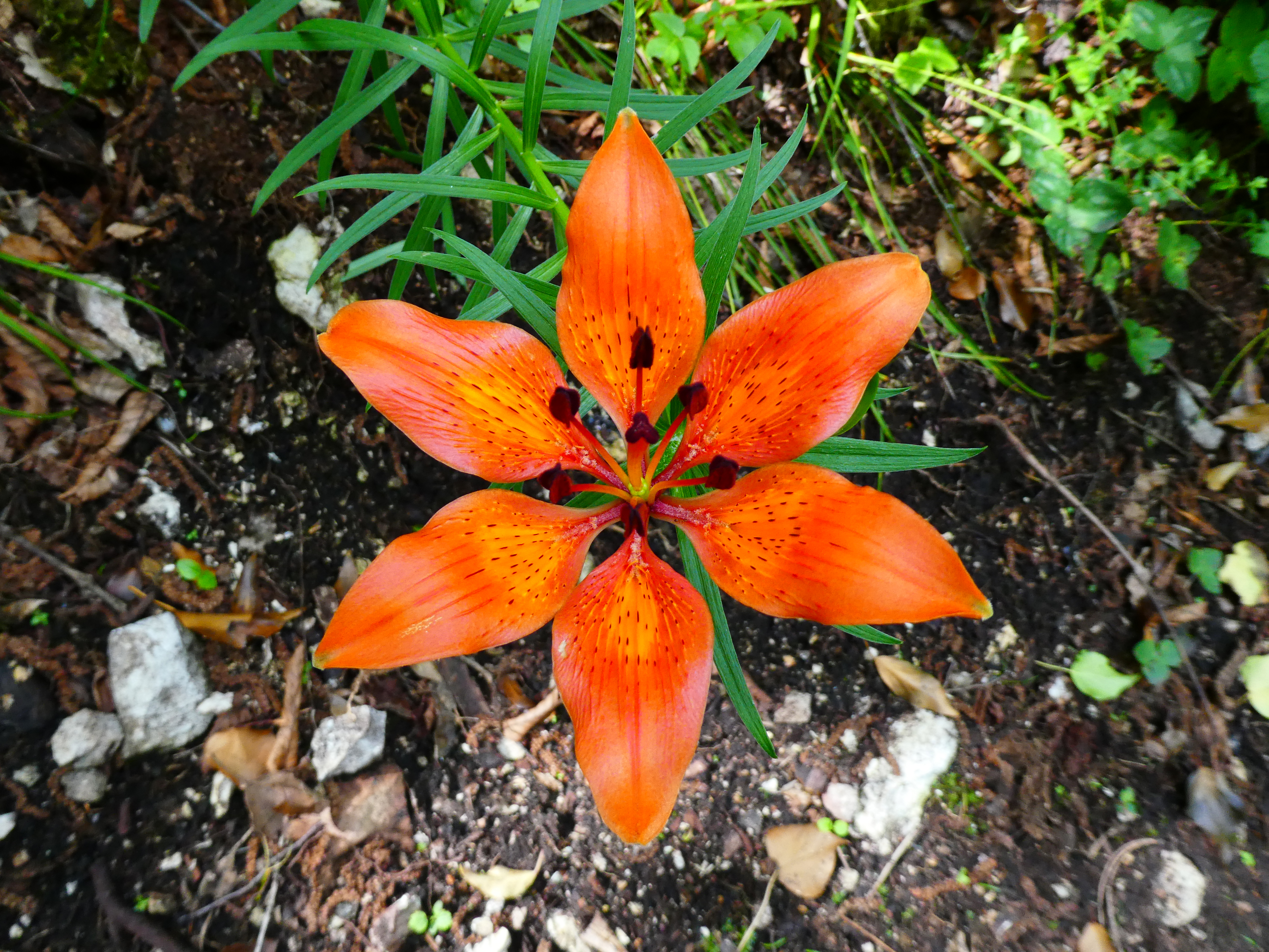
Lilium bulbiferum o giglio rosso, con 6 tepali (3 petali e 3 sepali) come i sei petali o vesica piscis del fiore della vita. La specie è diffusa in Europa centrale e meridionale[29]. Cresce su pendii assolati dei monti italiani, da qui prende anche il nome di "sole delle alpi o degli appennini".
Bandiera della terra brigasca: croce occitana, simbolo del catarismo (in alto a sinistra); fiore della vita (al centro)
Emblema "Sole delle Alpi" utilizzato dalla Lega Nord
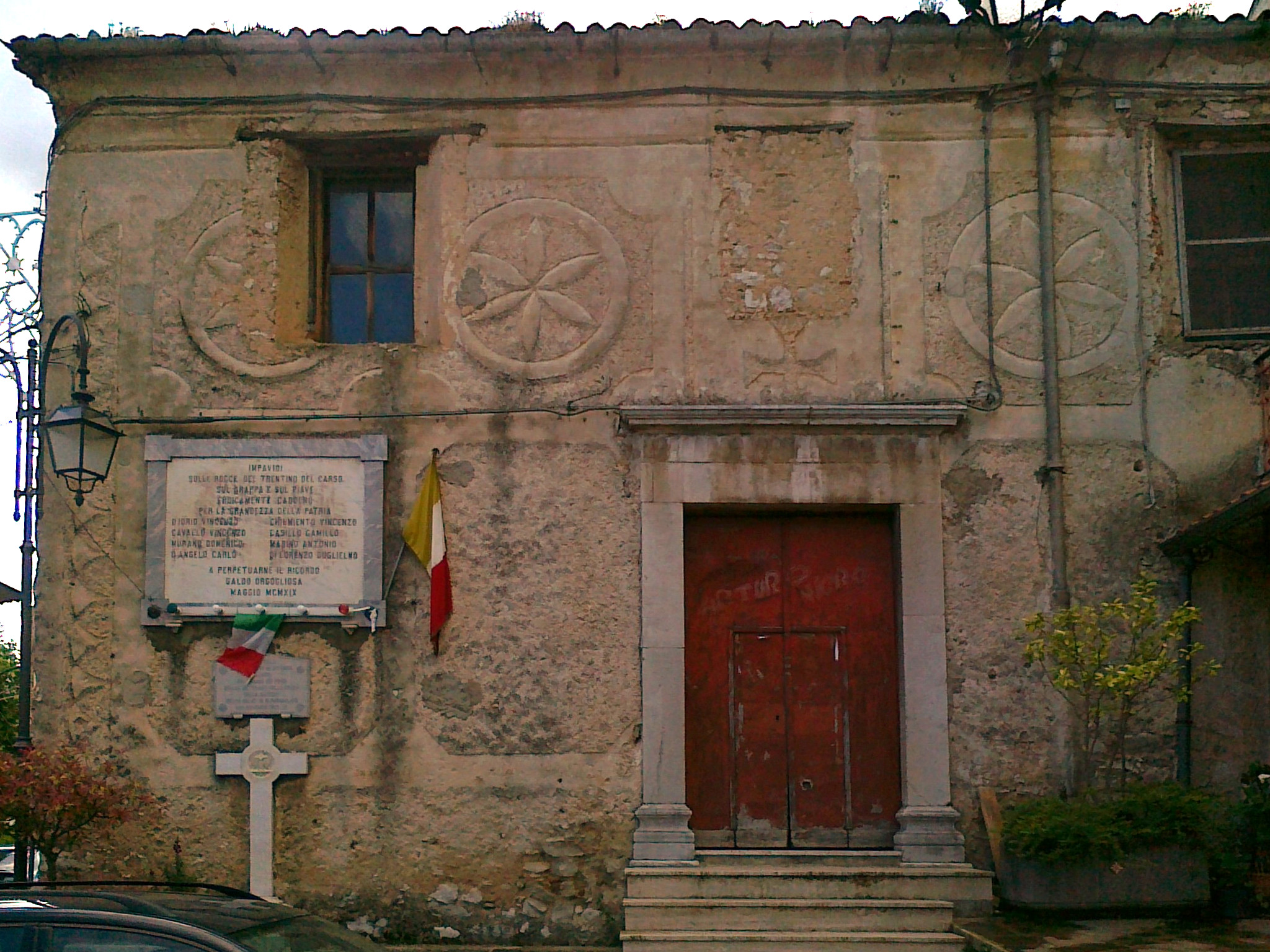
Facciata di una ex-chiesa a Galdo degli Alburni, nel Cilento
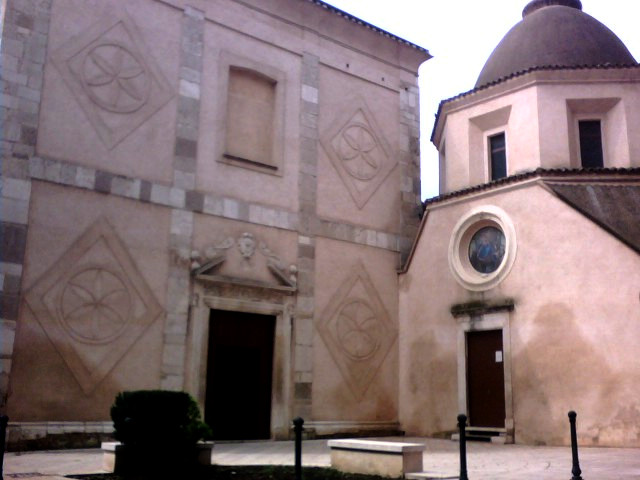
Chiesa di San Domenico, Lucera

### Fiore della vita
Il nome Fiore della vita con cui vengono chiamate alcune di queste figure è moderno, diffuso da pubblicazioni del movimento New Age e comunemente attribuito a Drunvalo Melchizedek che iniziò a usarlo nei seminari che anticiparono la pubblicazione del suo libro The Ancient Secret of the Flower of Life (1999).
Simbolo di creazione e connessione universale, come il Nodo di Salomone e il quadrifoglio, fu ritrovato in varie epoche, inclusa l'arte medievale.

Il Seme della vita (un componente del Fiore della vita)

Nella rappresentazione New Age, il simbolo dell'Uovo della vita (in cui si trova il Seme della vita) è composto dai sette cerchi centrali del Fiore della vita, mentre il simbolo del Frutto della vita risulta composto da tredici cerchi presi dal medesimo schema. Si dice che il Frutto della vita sia il modello dell'universo e che contenga le basi per la struttura di ogni atomo, molecola, forma di vita, e ogni altra cosa esistente: se il centro di ogni suo cerchio è considerato un "nodo", e ogni nodo è connesso con un altro nodo con una singola linea, si viene a creare un totale di 78 linee che vanno a formare il cosiddetto Cubo di Metatron.
Il motivo e il suo nome moderno Fiore della vita si sono diffusi in un'ampia gamma di usi nella cultura popolare, nella moda, nella gioielleria, nei tatuaggi e nei prodotti decorativi. Nella trapuntatura è stato chiamato diamante nuziale, o anello nuziale triangolare per distinguerlo dalla griglia quadrata di cerchi sovrapposti. Oltre a un uso occasionale nella moda, è anche usato nelle arti decorative. Ad esempio, l'album Sempiternal (2013) di Bring Me the Horizon utilizza la griglia di 61 cerchi sovrapposti come caratteristica principale della copertina del suo album, mentre l'album A Head Full of Dreams (2015) dei Coldplay presenta la griglia di 19 cerchi sovrapposti come parte centrale della copertina del suo album. I grandi poster che illustrano la copertina di A Head Full of Dreams sono stati esposti nella metropolitana di Londra nell'ultima settimana di ottobre 2015.

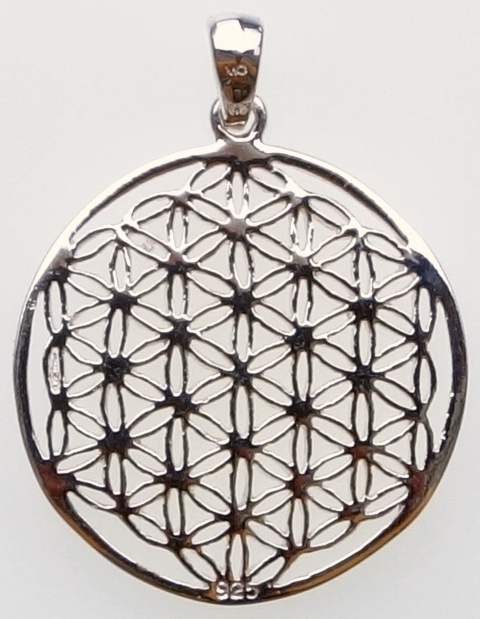
19 cerchi con archi
Pendente, argento, ⌀ 27 mm
(prodotto commerciale, 2013)

### Costruzione
Martha Bartfeld, autrice di tutorial di arte geometrica, scrisse nel 1968: "Questo disegno è costituito da cerchi con un raggio di 1 [pollici], con ogni punto di intersezione che funge da nuovo centro. Il design può essere espanso all'infinito a seconda del numero di volte in cui i punti dispari vengono considerati".
La figura del motivo può essere disegnata con penna e compasso, creando più serie di cerchi dello stesso diametro che toccano ciascuno il centro del cerchio precedente. Il secondo cerchio è centrato in qualsiasi punto del primo cerchio. Tutti i cerchi seguenti sono centrati sull'intersezione di altri due cerchi.

#### Progressioni
Il motivo può essere esteso verso l'esterno in anelli concentrici esagonali di cerchi, come mostrato. La prima riga mostra anelli di cerchi. La seconda riga mostra un'interpretazione tridimensionale di un insieme di cubi n×n×n di sfere visti da un asse diagonale. La terza riga mostra il modello completato con archi a cerchio parziale all'interno di una serie di cerchi.
I motivi hanno una quantità di cerchi pari a 1, 7, 19, 37, 61, 91, 127 eccetera e anelli esagonali sempre più grandi. Il numero di cerchi è n3-(n-1)3 = 3n2-3n+1 = 3n(n-1)+1.
Questi cerchi sovrapposti possono anche essere visti come una proiezione di un cubo n-unità di sfere nello spazio tridimensionale, visto sull'asse diagonale. Ci sono più sfere che cerchi perché alcuni si sovrappongono in 2 dimensioni. 
| 1 cerchio       | 7 cerchi (8-1)  | 19 cerchi (27-8) | 37 cerchi (64-27) | 61 cerchi (125-64) | 91 cerchi (216-125) | 127 cerchi (343-216) |
| --------------- | --------------- | ---------------- | ----------------- | ------------------ | ------------------- | -------------------- |
|                 |                 |                  |                   |                    |                     |                      |
| 1 sfera (1×1×1) | 8 sfere (2×2×2) | 27 sfere (3×3×3) | 64 sfere (4×4×4)  | 125 sfere (5×5×5)  | 216 sfere (6×6×6)   | 343 sfere (7×7×7)    |
|                 |                 |                  |                   |                    |                     |                      |
| +12 archi       | +24 archi       | +36 archi        | +48 archi         | +60 archi          | +72 archi           | +84 archi            |
|                 |                 |                  |                   |                    |                     |                      |

### Altre variazioni
Un'altra forma reticolare triangolare è comune, con la separazione del cerchio come radice quadrata di 3 volte il loro raggio. Richard Kershner mostrò nel 1939 che nessuna disposizione di cerchi può coprire il piano in modo più efficiente di questa disposizione reticolare esagonale.

Due copie offset di questo motivo circolare formano un motivo a piastrellatura romboidale, mentre tre copie formano il motivo triangolare originale. 

19 cerchi
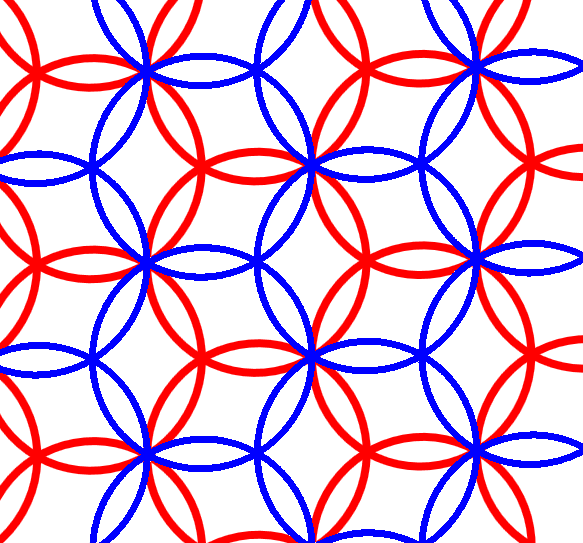
Due copie sopvrapposte del motivo con 19 cerchi creano un motivo di piastrellatura romboidale, come questo rosso e blu.
Tre copie sovrapposte del motivo con 19 cerchi creano il motivo a 7 cerchi, come questo rosso, verde e blu.
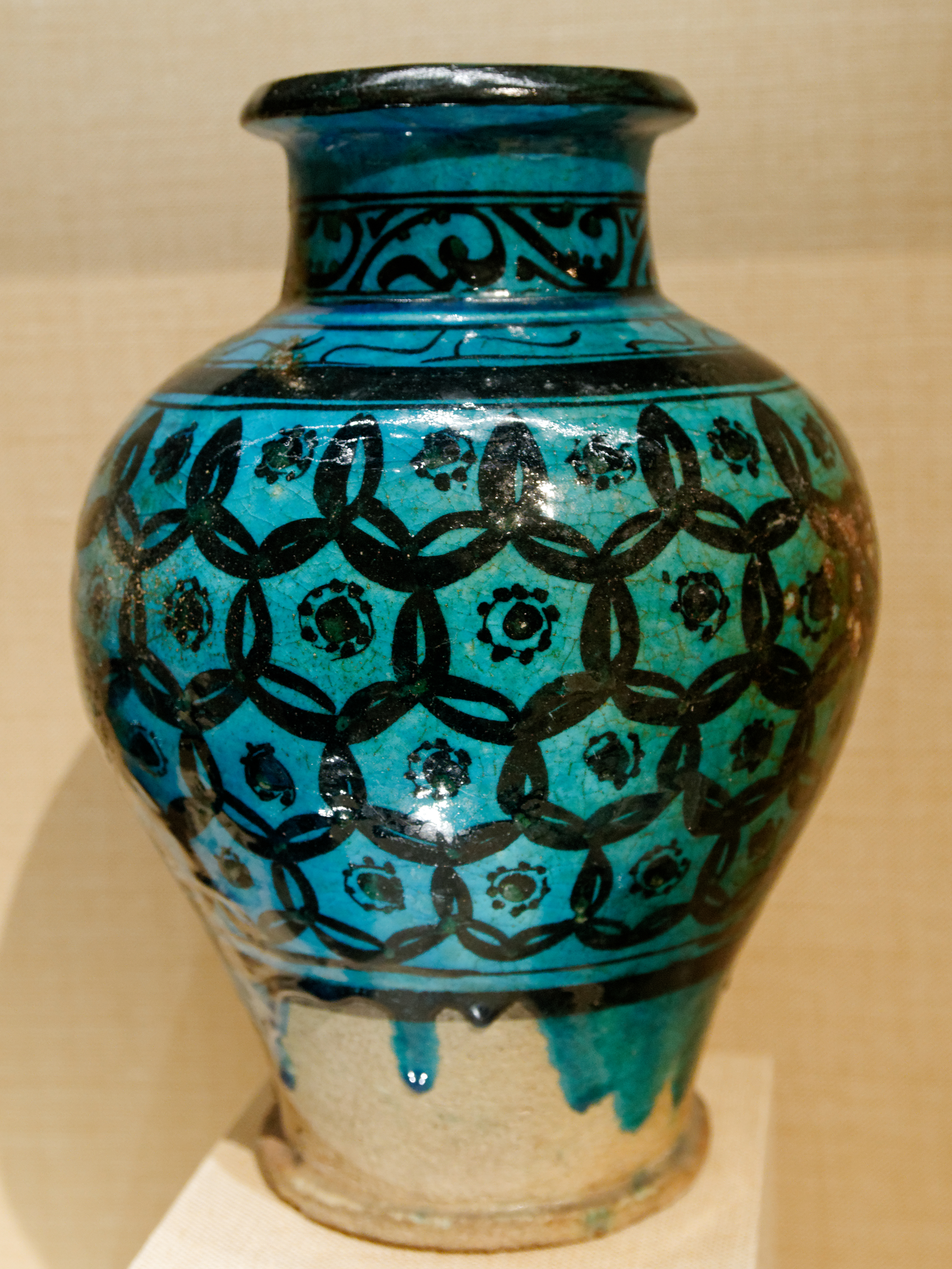
Esempio su vaso smaltato in gres porcellanato Ayyubid Raqqa. Siria, XII / XIII secolo
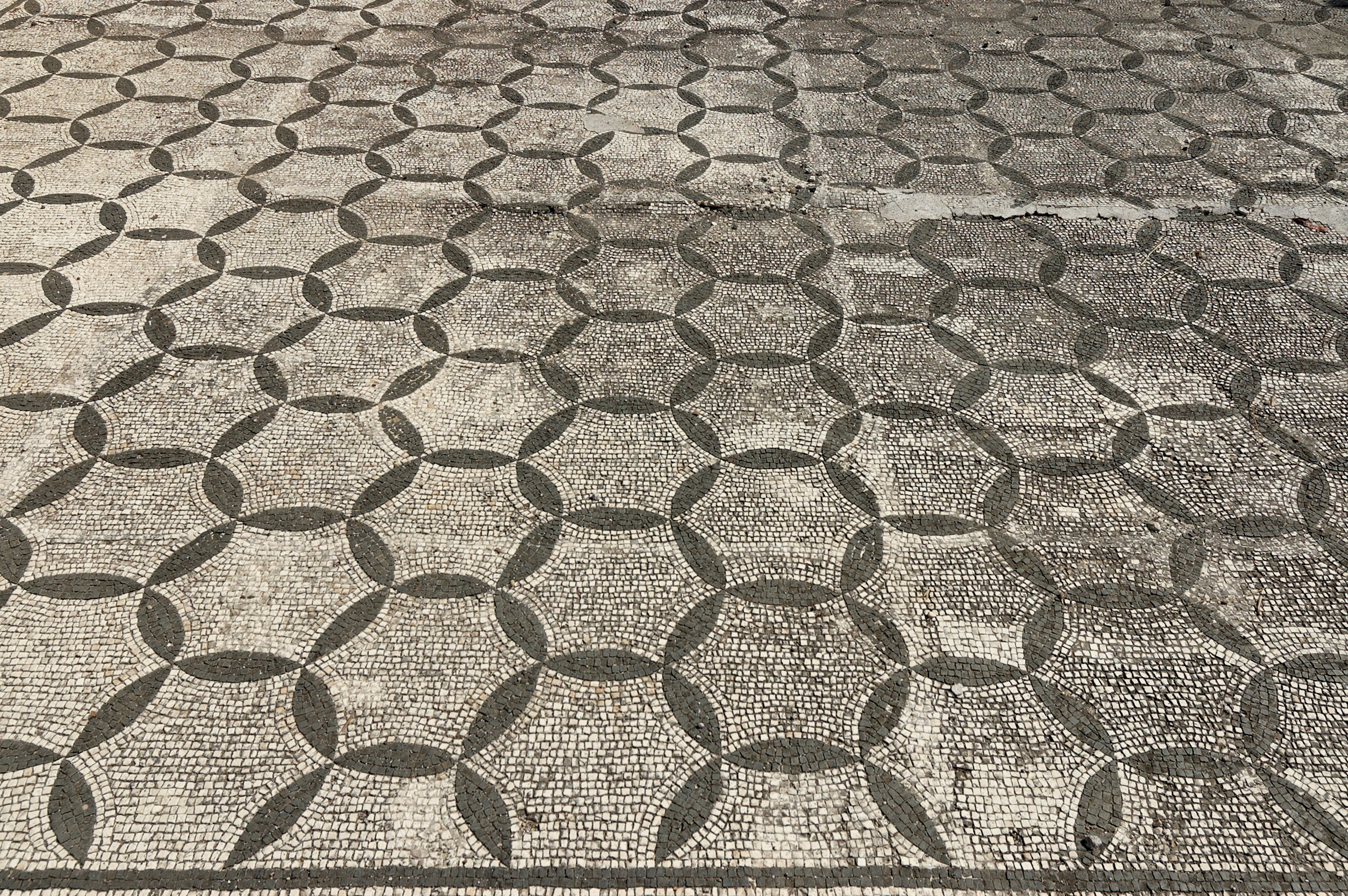
Pavimentazione a mosaico in bianco e nero nella Villa Adriana, Tivoli, II secolo d.C.

### Concetti correlati
La lente centrale della figura a due cerchi è la Vesica piscis di Euclide. I due cerchi sono anche chiamati cerchi di Villarceau come intersezione piana di un toro. Le aree all'interno di un cerchio e all'esterno dell'altro cerchio sono chiamate lune.
La figura a 3 cerchi ricorda una rappresentazione di anelli borromei ed è utilizzata nei diagrammi di Venn per indicare le intersezioni. Il suo interno crea una curva algebrica chiamata triquetra. Il centro della figura a 3 cerchi è chiamato triangolo di Reuleaux.
Alcuni poliedri sferici con i bordi lungo grandi cerchi possono essere proiettati stereograficamente sul piano come cerchi sovrapposti.
Il modello a 7 cerchi è stato anche chiamato motivo islamico a sette cerchi per il suo uso nell'arte islamica.
La forma reticolare quadrata può essere vista con cerchi che si allineano orizzontalmente e verticalmente, mentre si intersecano sulle loro diagonali. Il motivo appare leggermente diverso quando viene ruotato sulla sua diagonale e prende nome di reticolo quadrato centrato perché può essere visto come due reticoli quadrati ciascuno centrato sugli spazi dell'altro.
Si chiama motivo Kawung nel batik indonesiano e si trova sulle pareti del tempio indù Prambanan dell'VIII secolo a Java.

Si chiama Apsamikkum nell'antica matematica mesopotamica. 

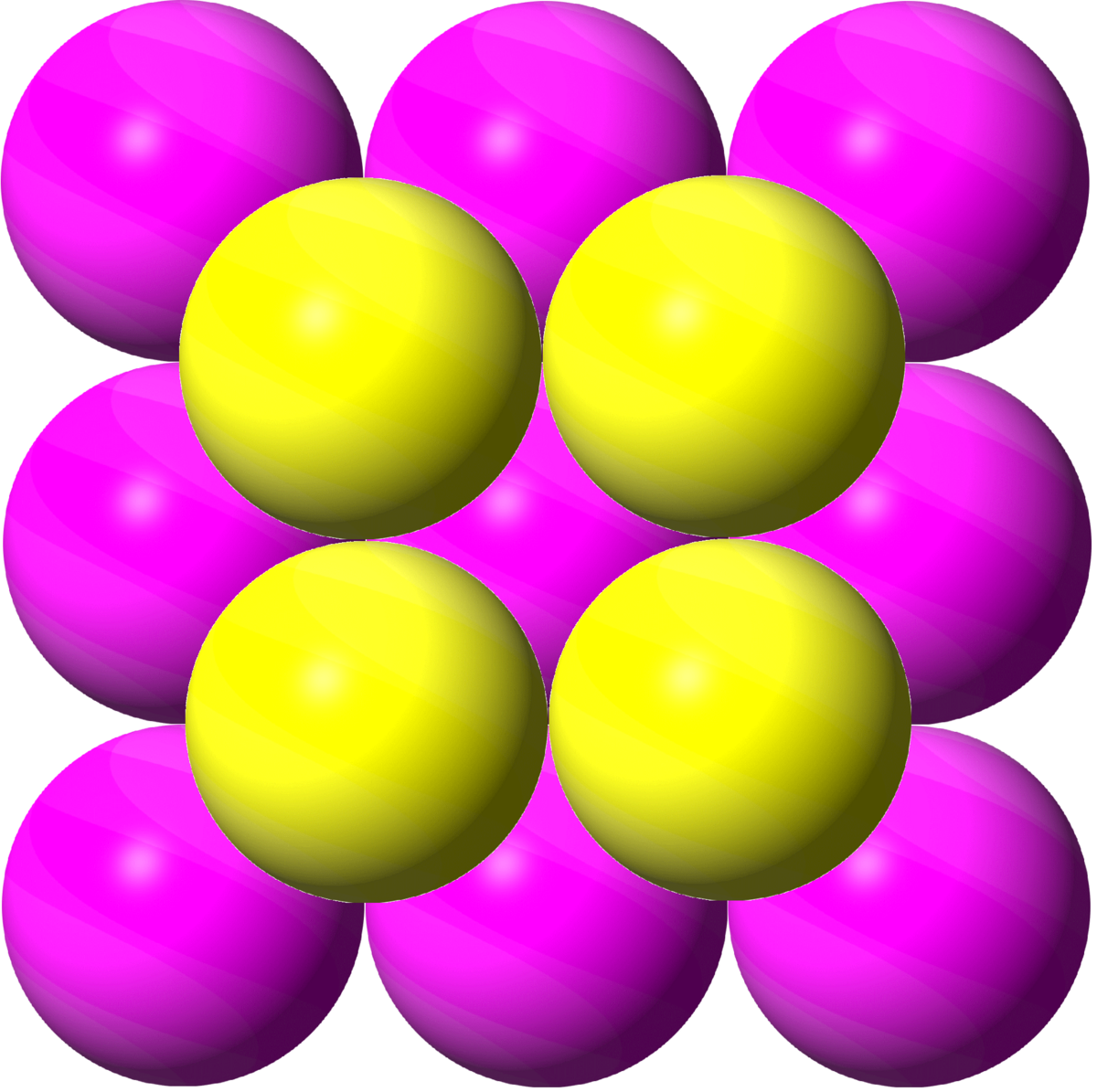
La griglia quadrata
Griglia a cinque cerchi sovrapposti[41]
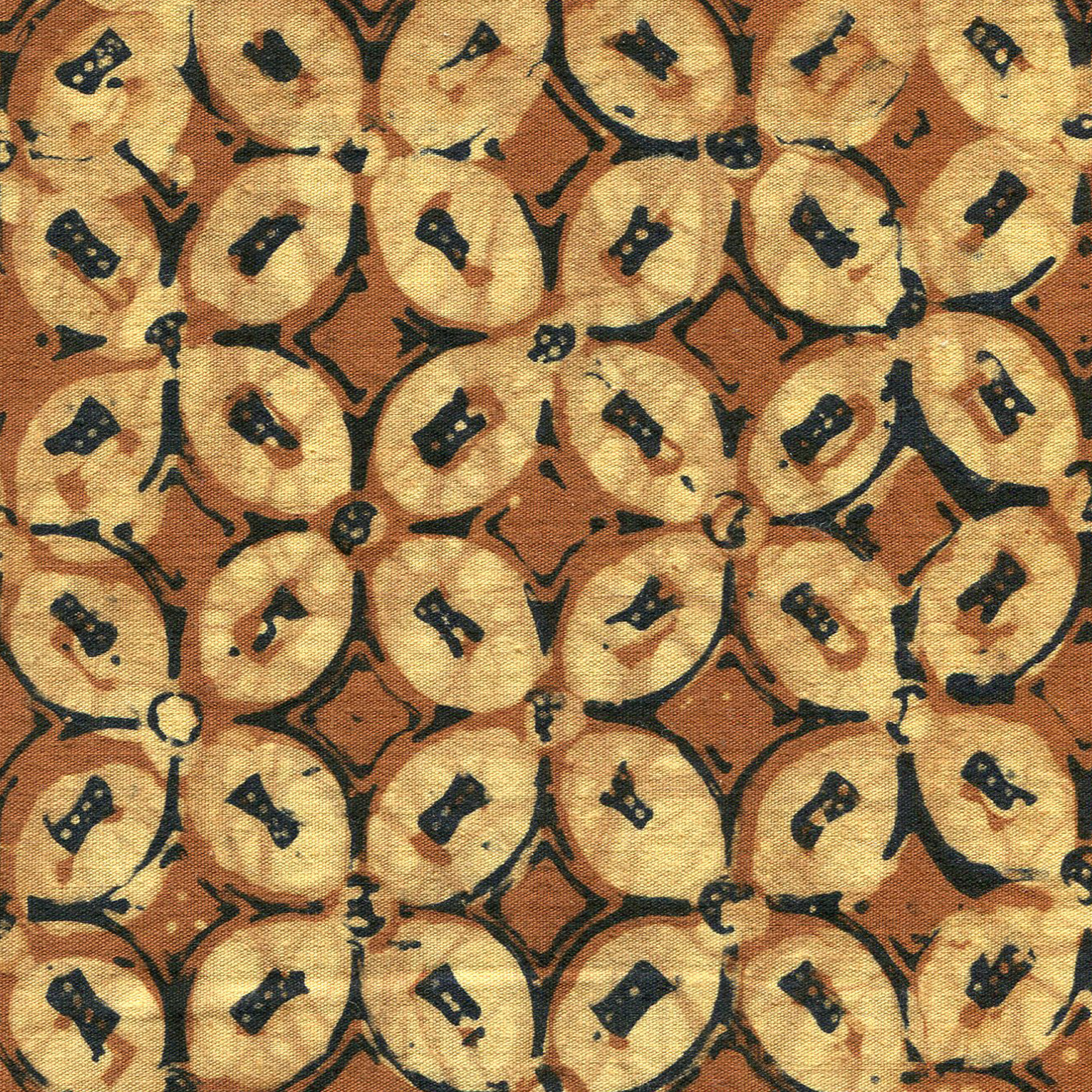
Kawung o "chicco di caffè" in un Batik sarong (particolare), Java, Indonesia